# Сенуйак
Сенуйа́к (фр. Senouillac, окс. Senolhac) — коммуна во Франции, находится в регионе Юг — Пиренеи. Департамент — Тарн. Входит в состав кантона Дё-Рив. Округ коммуны — Альби.
Код INSEE коммуны — 81283.

## География
Коммуна расположена приблизительно в 550 км к югу от Парижа, в 60 км северо-восточнее Тулузы, в 16 км к западу от Альби.
Около половины территории коммуны занимают виноградники.

## Климат
Климат умеренно-океанический. Зима мягкая и дождливая, лето жаркое с частыми грозами. Ветры довольно редки.

## Население
| Год  | Численность | Численность |
| ---- | ----------- | ----------- |
| 2013 | 1090        |             |
| 2015 | 1095        | [ 8 ]       |
| 2016 | 1136        | [ 9 ]       |
| 2017 | 1109        | [ 10 ]      |
| 2018 | 1112        | [ 11 ]      |
| 2019 | 1115        | [ 12 ]      |
| 2020 | 1123        | [ 13 ]      |
| 2021 | 1124        | [ 14 ]      |
| 2022 | 1123        | [ 4 ]       |

## Администрация
| Период | Период | Фамилия              | Партия | Примечания |
| ------ | ------ | -------------------- | ------ | ---------- |
| 2001   | 2008   | Жан-Клод Пеш         |        |            |
| 2008   | 2014   | Мария-Тереза Плажоль |        |            |
| 2014   | 2020   | Бернар Ферре         |        |            |

## Экономика
Основу экономики составляет виноградарство.
В 2007 году среди 625 человек в трудоспособном возрасте (15—64 лет) 460 были экономически активными, 165 — неактивными (показатель активности — 73,6 %, в 1999 году было 66,7 %). Из 460 активных работали 427 человек (228 мужчин и 199 женщин), безработных было 33 (15 мужчин и 18 женщин). Среди 165 неактивных 51 человек были учениками или студентами, 60 — пенсионерами, 54 были неактивными по другим причинам.

## Достопримечательности
- Замок Морьяк[фр.] (XIV век). Исторический памятник с 1972 года.[16]

## Фотогалерея

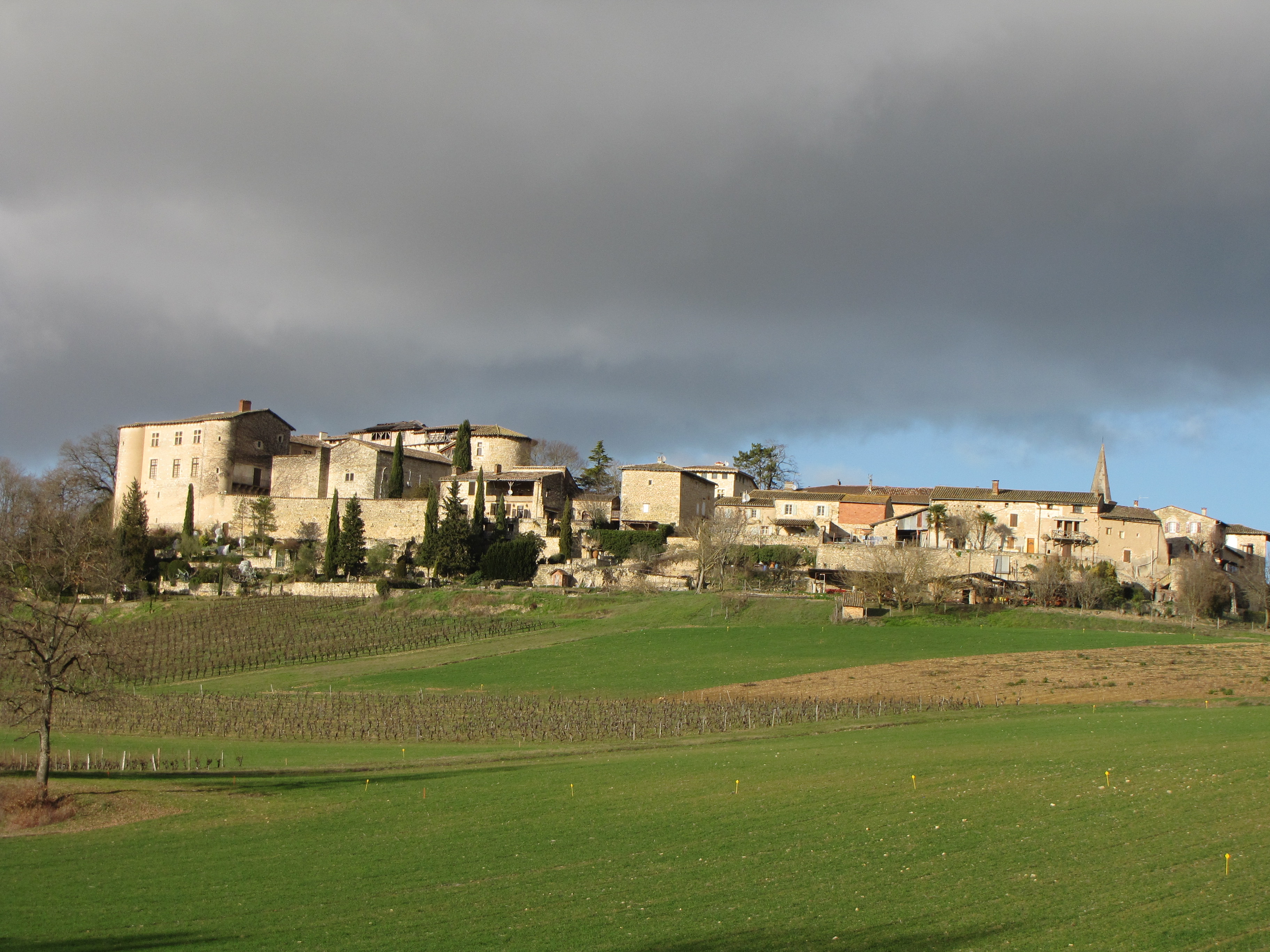
Сенуйак
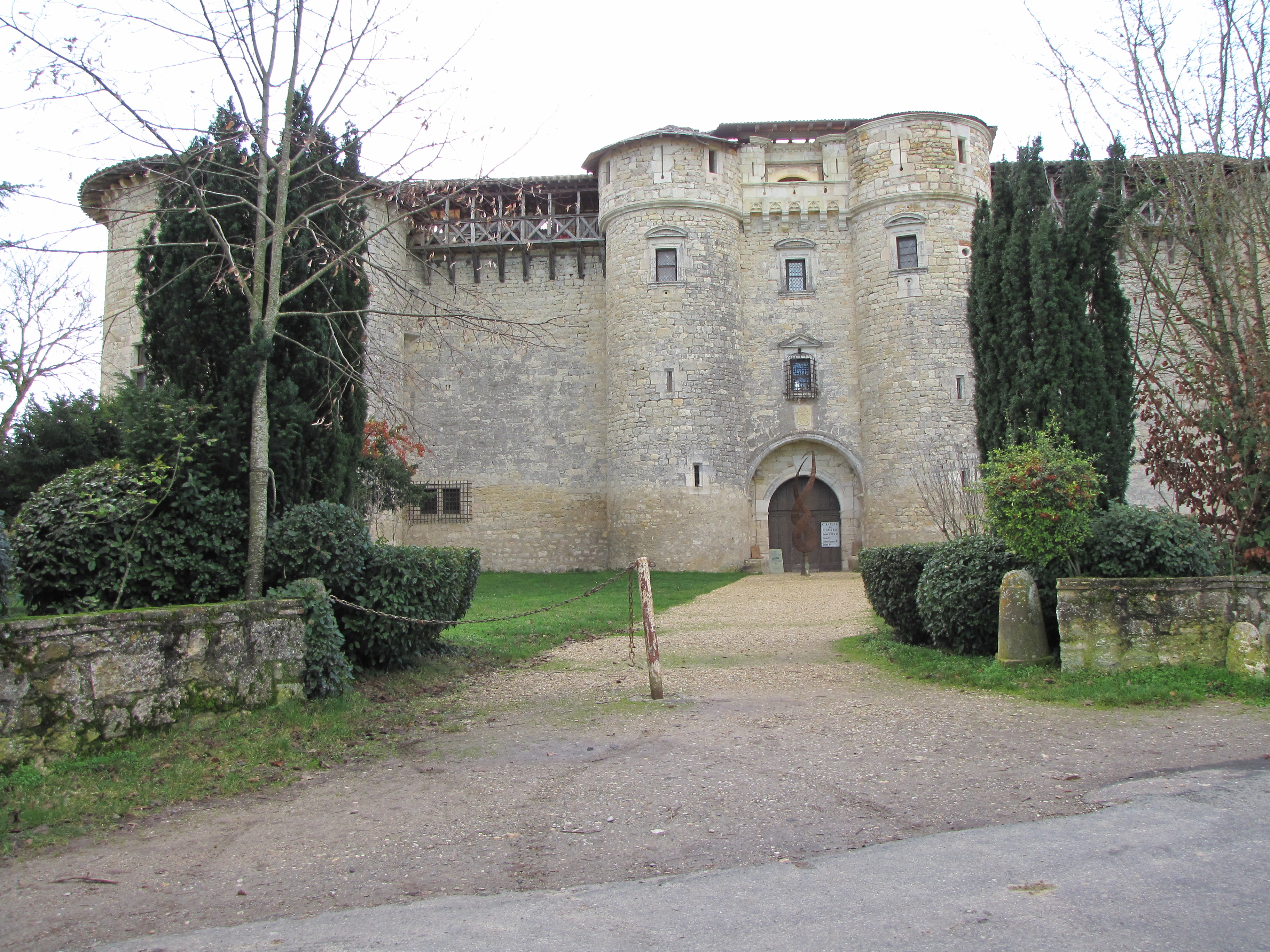
Замок Морьяк
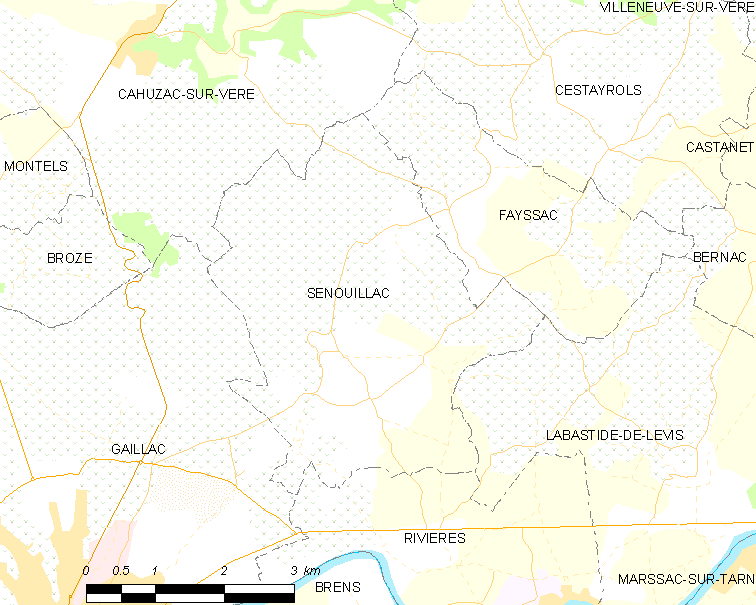
Карта коммуны